# Orzesze
Orzesze (germană Orzesche) este un oraș în Polonia.